# Cáp Ba Hà
Cáp Ba Hà (tiếng Trung: 哈巴河县; bính âm: Hābāhé Xiàn; Uyghur:  قابا ناھىيىسى ‎, ULY:  K̡aba Nah̡iyisi , UPNY:  Qaba Nahiyisi?) là một huyện của địa khu Altay (A Lặc Thái), Châu tự trị dân tộc Kazakh - Ili (Y Lê), khu tự trị Tân Cương, Trung Quốc.

### Trấn
- A Khắc Tề (阿克齐镇)

### Hương
- Tát Nhĩ Tháp Mộc (萨尔塔木乡)
- Gia Y Lặc Mã (加依勒玛乡)
- Khố Lặc Bái (库勒拜乡)
- Ttá Nhĩ Bố Lạp Khắc (萨尔布拉克乡)
- Thiết Nhirtj Khắc Đề (铁热克提乡)
- Tề Ba Nhĩ (齐巴尔乡)